# Liebe lebt
Albums de Mireille Mathieu
Das Beste
(24 octobre 2014)
Liebe lebt est une double compilation allemande mais également un triple DVD allemand de la chanteuse française Mireille Mathieu qui sont sortis  le 31 octobre 2014 en Allemagne.

## Double compilation

### Chansons de la compilation
| 1.                              | Liebe lebt                                            | Dietmar Kawohl, Peter Bischof, Mats Bjoerklund      | 4:06 |
| 2.                              | Feuer im Blut                                         | Michel Amsellem, Peter Zentner                      | 3:42 |
| 3.                              | In meinem Traum                                       | Noam Kaniel, Peter Zentner                          | 4:04 |
| 4.                              | Kleine Schwalbe (für die Heimkehr ist es nie zu spät) | Christian Bruhn, Günther Behrle                     | 3:49 |
| 5.                              | Zu hause wartet Natascha                              | Christian Bruhn, Günther Behrle                     | 3:09 |
| 6.                              | Tarata-Ting, Tarata-Tong                              | Christian Bruhn, Georges Buschor                    | 3:07 |
| 7.                              | An einem Sonntag in Avignon                           | Christian Bruhn, Georges Buschor                    | 3:23 |
| 8.                              | Die Liebe kennt nur der, der sie verloren hat         | Christian Bruhn, Günther Behrle                     | 3:17 |
| 9.                              | La vie en rose                                        | Louiguy, Édith Piaf                                 | 3:48 |
| 10.                             | Unter dem Himmel von Paris                            | Hubert Giraud, Bernd Meinunger                      | 3:18 |
| 11.                             | So ein schöner Abend                                  | Christian Bruhn, Charly Niessen                     | 2:28 |
| 12.                             | Walzer der Liebe                                      | Robert Jung, Christian Bruhn                        | 3:33 |
| 13.                             | Du weißt doch, ich lieb' dich                         | Candy Rouge, Günther Mende, Bernd Meinunger         | 4:11 |
| 14.                             | Wie soll ich leben ohne dich                          | Willy Klüter, Bernd Meinunger                       | 3:50 |
| 15.                             | Nie war mein Herz dabei (ohne dich)                   | Christian Bruhn, Bernd Meinunger                    | 3:36 |
| 16.                             | Goodbye my love (verzeih my love)                     | Ralph Siegel, Richard Palmer-James, Bernd Meinunger | 3:54 |
| 17.                             | Roma, Roma, Roma                                      | Christian Bruhn, Georges Buschor                    | 3:20 |
| 18.                             | Santa Maria                                           | Christian Bruhn, Günther Behrle                     | 3:41 |
| 19.                             | Und der Wind wird ewig singen                         | Christian Bruhn, Georges Buschor                    | 4:18 |
| 20.                             | Korsika                                               | Christian Bruhn, Georges Buschor                    | 2:41 |
| 21.                             | La Paloma ade                                         | Georges Buschor, Christian Bruhn                    | 3:51 |
| 22.                             | Hinter den Kulissen von Paris                         | Christian Bruhn, Georges Buschor                    | 2:35 |
| 23.                             | Hans im Glück                                         | Georges Buschor, Christian Bruhn                    | 2:58 |
| 24.                             | Martin                                                | Christian Bruhn, Georges Buschor                    | 3:00 |
| 25.                             | Akropolis Adieu                                       | Christian Bruhn, Georges Buschor                    | 3:30 |
| 26.                             | Walzer d'amour                                        | Brahms, Jean Claudric, Charles Level, Michael Kunze | 3:12 |
| 27.                             | Dear Madame                                           | Les Reed, Geoff Stephens                            | 3:30 |
| 28.                             | Und wieder heißt es Abschied nehmen                   | Ralph Siegel, Robert Jung                           | 4:14 |
| 29.                             | Nur für dich                                          | Ralph Siegel, Bernd Meinunger                       | 3:33 |
| 30.                             | Non, je ne regrette rien                              | Charles Dumont, Michel Vaucaire                     | 2:23 |
| 31.                             | Der pariser Tango                                     | Christian Bruhn, Georges Buschor                    | 2:51 |
| 32.                             | Der Walzer nach dem, die Erde sich dreht              | Christian Bruhn, Drafi Deutscher                    | 2:56 |
| 33.                             | Das Wunder aller Wunder ist die Liebe                 | Christian Bruhn, Georges Buschor                    | 2:30 |
| 34.                             | Wenn mein Lied deine Seele küsst                      | Dietmar Kawhol, Peter Bischof, Mats Björklund       | 3:22 |
| 35.                             | Mon amour                                             | Clarke, Bernd Meinunger                             | 3:22 |
| 36.                             | In meinem Herzen                                      | Patrick Hampartzoumian, Julien Melville             | 3;52 |
| 37.                             | Die Liebe einer Frau                                  | Ralph Siegel, Bernd Meinunger                       | 3:32 |
| 38.                             | Wenn zwei sich lieben                                 | Charles Dumont, Michael Kunze                       | 3:20 |
| 39.                             | Der Zar und das Mädchen                               | Christian Bruhn, Georges Buschor                    | 3:02 |
| 40.                             | Ganz Paris ist ein Theater                            | Christian Bruhn, Georges Buschor                    | 3:33 |
| 41.                             | Es geht mir gut, Chéri                                | Christian Bruhn, Georges Buschor                    | 2:51 |
| 2 heures 19 minutes 10 secondes |                                                       |                                                     |      |

### Classements
| Pays      | Meilleure position | Certification | Ventes |
| --------- | ------------------ | ------------- | ------ |
| Allemagne | 98                 |               |        |

## Triple DVD
Le coffret est composé de 3 DVD : le premier contient une cinquantaine de passages télévisés de la chanteuse en Allemagne, le second contient 3 émissions de la chanteuse diffusées en Allemagne et le dernier DVD contient 2 concerts enregistrés de la chanteuse en 1972 et 1987 à Berlin.

### DVD 1
1. Mon credo (Pariser Journal 1966)
2. Viens dans ma rue (Musik für junge Leute 1966)
3. Un homme et une femme (Musik für junge Leute 1966)
4. An einem Sonntag in Avignon (Vergißmeinnicht 1968)
5. Das Wunder aller Wunder ist die Liebe (Drehscheibe 1970)
6. Au revoir mon amour (Vergißmeinnicht 1970)
7. Akropolis Adieu (Drehscheibe 1971)
8. Meine Träume (Wünsch dir was 1972)
9. Korsika (Wünsch dir was 1972)
10. Regen ist schön (Drei mal neun 1973)
11. Die Spatzen von Paris (Drei mal neun 1973)
12. Roma, Roma, Roma (Drehscheibe 1973)
13. Casanova Pardon (Starparade 1973)
14. La Paloma ade (Drehscheibe 1973)
15. Mein letzter Tanz (Starparade 1973)
16. Be Bop a Lula avec Michael Holm & Peter Maffay (Starparade 1974)
17. Der traurige Tango (Starparade 1974)
18. Und der Wind wird ewig singen (Starparade 1974)
19. Feuer, Wasser, Luft und Erde (Galaabend der Starparade 1975)
20. Der Zar und das Mädchen (Galaabend der Starparade 1975)
21. Es war mal eine Liebe (Starparade 1976)
22. Kleine Schwalbe (für die Heimkehr ist es nie zu spät) (Starparade 1976)
23. Die Liebe kennt nur der, der sie verloren hat (Starparade 1977)
24. Geh, bevor die Nacht beginnt (Starparade 1977)
25. Nimm noch einmal die Gitarre (Disco 1977)
26. Santa Maria (ZDF-Parade 1978)
27. Der Walzer, nach dem die Erde sich dreht (Musik ist Trumpf 1979)
28. À Blue Bayou (Musik ist Trumpf 1979)
29. Wenn die Liebe nicht wär (Musik ist Trumpf 1979)
30. Zuhause wartet Natascha (Starparade 1979)
31. Tage wie aus Glas (Disco 1980)
32. Chicano (Show-Express 1980)
33. Die Liebe einer Frau (Show-Express 1981)
34. Der Clochard (Wetten, dass...? 1982)
35. New-York, New-York (Show-Express 1982)
36. Nur für dich (Der große Preis 1983)
37. Ich schau' in deine Augen (Na, sowas! 1985)
38. Der Wind hat mir ein Lied erzählt (Zum Blauen Bock 1985)
39. La vie en rose (Wetten, dass...? 1986)
40. Lieben heißt für mich, mit dir zu leben (Dalli Dalli 1986)
41. Du weißt doch ich lieb' dich (Die Pyramide  1986)
42. Nie war mein Herz dabei (ohne dich) (Groß hilft Klein : Für die Kinder unserer Welt 1987)
43. Schau mich bitte nicht so an (Flitterabend 1993)
44. Feuer im Blut (Musik liegt in der Luft 1996)
45. Hinter den Kulissen von Paris (Musik liegt in der Luft 1996)
46. In meinem Traum (ZDF-Hitparade 1996)
47. Wenn Kinder Singen (Melodie für Millionen 2005)
48. Der wundervollste Mensch (Wilkommen bei Carmen Nebel 2007)
49. Liebe lebt (Wilkommen bei Carmen Nebel 2009)
50. Walzer der Liebe (Wilkommen bei Carmen Nebel 2011)

### DVD 2
- Rendezvous mit Mireille Mathieu (1969)

1. Meraviglioso
2. Ecoute ce cri
3. Les bicyclettes de Belsize
4. Sometimes
5. J'ai gardé l'accent
6. Quand tu t'en iras
7. Mon copain Pierrot
8. Au revoir, Daniel
9. Now that you're gone
10. Tous les violons de Vienne
11. Tous les amoureux
12. C'est à Mayerling
13. La dernière valse
14. A cœur perdu
15. Sweet Souvenirs of Stefan

- Es ist Zeit für Musik (1977)

1. Hinter den Kulissen von Paris
2. Es ist zeit für Musik
3. Wenn Kinder singen
4. Es geht mir gut, Chéri
5. Une histoire d'amour (avec Sacha Distel)
6. Wem gehört die Welt
7. In einem külhen Grunde
8. Sur le pont d'Avignon
9. Der Zar und das Mädchen
10. Medley (Tarata-Ting, Die Kinder von Montparnasse, Casanova Pardon)
11. Un homme et une femme
12. Akropolis Adieu
13. Die Spatzen von Paris
14. Our Director (Instrumental)
15. Meine Welt ist die Musik
16. Medley (An einem Sonntag in Avignon, Drei Matrosen aus Marseille, Der Wein war aus Bordeaux)
17. La Paloma ade
18. Ganz Paris ist ein Theater
19. Paris vor hundert Jahren (Instrumental)
20. Viens dans ma rue
21. Der Pariser Tango
22. Medley avec Sacha Distel (You are the Sunshine of my life, All in Love is Fair, Raindrops keep fallin' on my Head)
23. Die Liebe kennt nur der, der sie verloren hat
24. Mein letzter Tanz
25. Hinter den Kulissen von Paris

- Bonsoir Mireille (1982)

1. Medley (Es geht mir gut Chéri, Viens dans ma rue, Es ist Zeit für Musik, Martin, Ganz Paris ist ein Theater, Akropolis Adieu, An einem Sonntag in Avignon, Un homme et une femme)
2. Viens chanter pour le bon dieu
3. Medley avec les Petits chanteurs lorrains et Kinderchor St. Wendelinus (À la Claire Fontaine, Mein Vater ist ein Wandersmann, Frère Jacques/Bruder Jakob)
4. Wenn Kinder singen
5. Mille colombes
6. Tu chanteras demain
7. Nous comme des fous
8. La musique en jeans
9. Nur du
10. Der Clochard
11. Les mannequins de Mimi
12. Medley avec Roland Kaiser (Solamente una vez, Recuerdos de Ypacarai, Quiereme Mucho)
13. Meine Welt ist die Musik
14. Bravo tu as gagné
15. Une femme amoureuse
16. Mon homme
17. Santa Maria
18. Hinter den Kulissen von Paris
19. La vie en rose
20. Schau mich bitte nicht so an

### DVD 3
- Concert: Meine Welt ist die Musik (1972)

1. Meine Welt ist die Musik
2. Medley (J'ai gardé l'accent, Pardonne moi ce caprice d'enfant, La première étoile, Une histoire d'amour)
3. Quand tu t'en iras
4. Gott lebt in Frankreich
5. La chanson du départ
6. Au revoir mon amour
7. Toi que j'aimerai
8. Aber dich vergess' ich nie
9. Ma pomme
10. Die Kinder von Montparnasse
11. Mille fois bravo
12. Pleure mon cœur
13. Meine Träume
14. Akropolis Adieu
15. Adieu je t'aime
16. Ganz Paris ist ein Theater
17. Medley (An einem Sonntag in Avignon, Tarata-Ting Tatata-Tong, Martin, Es geht mir gut Chéri, Hinter den Kulissen von Paris)

- Concert : Zu Gast in Berlin (1987)

1. Medley (Quand la nuit vient sur la ville, Made in France)
2. Je suis seule ce soir
3. Santa Maria de la Mer
4. Medley (Es geht mir gut Chéri, La Paloma ade, Martin, Walzer der Liebe, An einem Sonntag in Avignon)
5. Tous les enfants chantent avec moi
6. Der Wind hat mir ein Lied erzählt
7. Akropolis Adieu
8. La vie en rose
9. La demoiselle d'Orléans
10. Bravo tu as gagné
11. Trois milliards de gens sur Terre
12. Der Zar und das Mädchen
13. Padam, Padam
14. My man
15. Une femme amoureuse
16. Hymne à l'amour
17. New York, New York
18. Ne me quittes pas
19. Nein, es tut mir nicht leid
20. Hinter den Kulissen von Paris
21. Milles colombes
22. Mon credo
23. L'aveugle
24. Die Tage der Liebe
25. Solamente una vez